# Tillfällesdikt

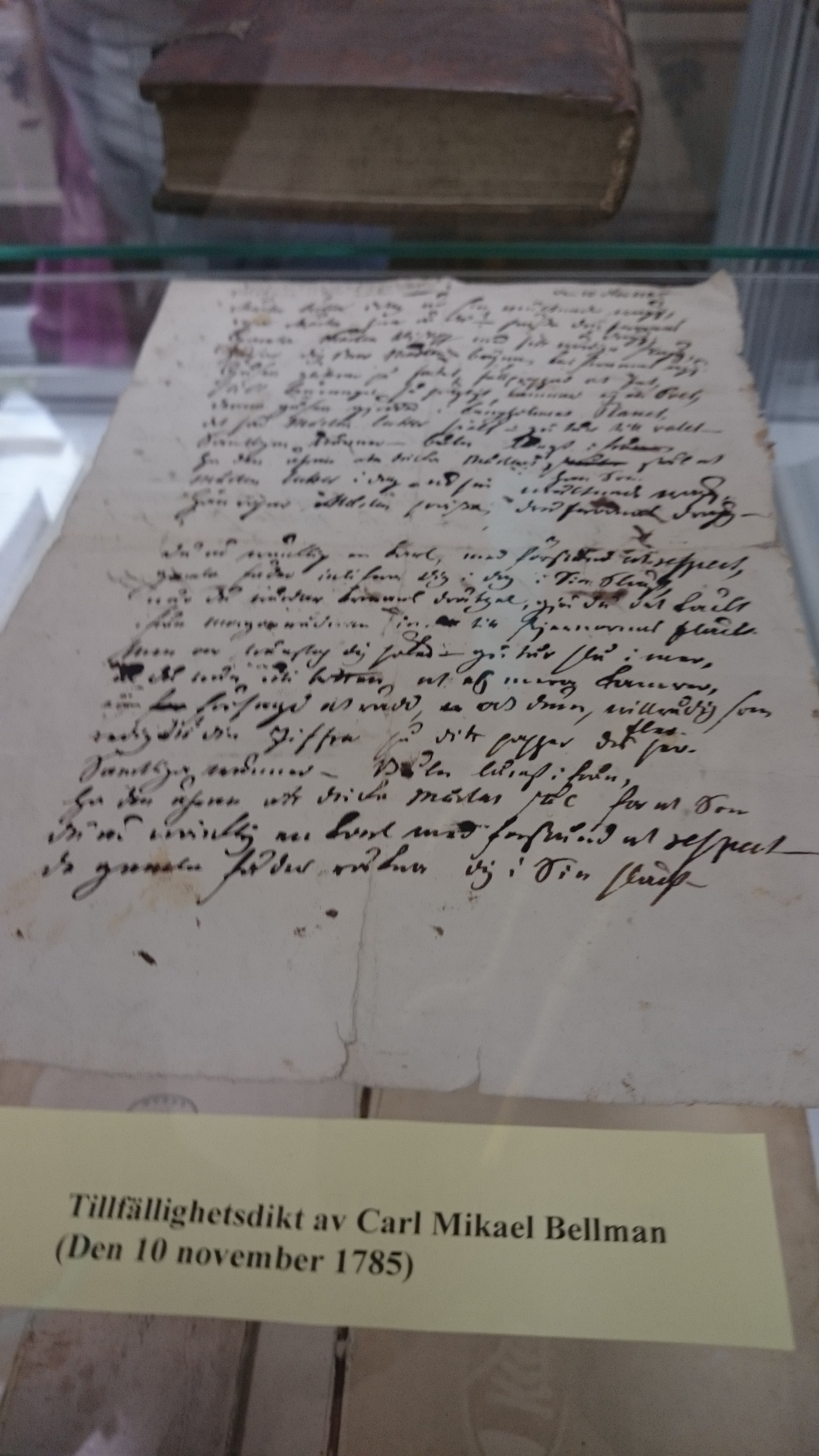
Tillfällesdikt av Carl Michael Bellman.

Tillfällesdikt eller tillfällighetsdikt är en diktgenre som hade sin storhetstid från medeltiden fram till det tidiga 1700-talet. Tillfällesdikter är dikter skrivna för ett visst tillfälle, exempelvis begravningar, bröllop och födelsedagar. Dikterna skrevs för hand eller trycktes på stora pappersark och framfördes ofta av diktaren själv vid tillställningen.
Diktgenren brottades med ett visst vanrykte då många ansåg att det var alltför sällsynt med dikter av någon högre kvalitet. Samuel Triewald (1688–1743) gav röst åt denna kritik genom två dikter, ”Om dem, som inbilla sig vara Poëter” (1709) och ”SATYRE emot wåra Dumma Poëter” (1720) där han gick till mycket hårt angrepp mot genren. Bland andra Johan Runius tog illa vid sig av Triewalds kritik och gick i svaromål offentligen.
I och med romantikens intåg kom genren att dö ut mer eller mindre fullständigt. Den sista lilla rest som vi idag kan se av tillfällesdiktningen är de nekrologer som publiceras i större dagstidningar.
Bland kända svenska tillfällesdiktare kan vid sidan av Runius nämnas Lasse Lucidor, Sophia Elisabet Brenner, Carl Michael Bellman och Esaias Tegnér.